# Головкин, Иван Гаврилович
Граф Ива́н Гаври́лович Голо́вкин (20 июня 1687 — 5 января 1734) — русский посланник в Голландии, сенатор, действительный тайный советник.

## Биография
Сын канцлера Гавриила Ивановича Головкина (1660—1734) от брака с Домной Андреевной Дивовой (ум. 1727); брат А. Г. Головкина и М. Г. Головкина.
В 1704 году вместе со своим братом Александром был отправлен под надзором Курбатова для обучения за границу. Около двух лет в Лейпциге и Берлине посещали университетские лекции. В 1707 году были в Париже и вернулись в Россию через Голландию, Австрию и Валахию.
В 1725—1728 годах — посланник в Голландии.
В его доме в Голландии жил молодой поэт В. К. Тредиаковский, приехавший в Гаагу для учёбы.
Был женат на Марии Матвеевне Гагариной, дочери первого Сибирского губернатора М. П. Гагарина, казнённого по указу Петра I за взяточничество. Имел двух детей: Гавриила Ивановича (1701—1787) и Марию Ивановну (1707—1770), бывшую замужем за П. И. Репниным.